# Gertrude Mary Cox
Gertrude Mary Cox (* 13. Januar 1900 in Dayton (Iowa), Webster County (Iowa); † 17. Oktober 1978 in Durham (North Carolina)) war eine US-amerikanische Statistikerin, bekannt für Arbeiten zur Versuchsplanung.
Cox wollte zunächst Diakonin der Methodisten werden, belegte Kurse in Sozialarbeit und war zwei Jahre Hausmutter für sechzehn Waisenkinder, kam aber am Iowa State College in Ames über die dort betriebene Züchtungsforschung für die Landwirtschaft, die statistische Verfahren erforderte, zur Statistik. 1931 machte sie ihren Master-Abschluss in Statistik bei George W. Snedecor über die statistische Analyse des Erfolgs von Schullehrern gemessen an dem der Schüler. Sie vertiefte ihr Studium in Richtung Psychologie an der University of California, Berkeley, nahm aber vor der Promotion ein Angebot ihres alten Lehrers George Snedecor an, am neu gegründeten Statistiklabor des Iowa State College zu arbeiten. Sie publizierte mit Snedecor und unterstützte ihn in seinem Buch über statistische Versuchsplanung. 1939 wurde sie Assistant Research Professor für Statistik. 1940 wurde sie Professorin und Leiterin der neu gegründeten Abteilung für experimentelle Statistik der Fakultät für Landwirtschaft an der North Carolina State University in Raleigh.
Ihr Buch über Experimental Designs mit William Cochran wurde ein Standardwerk.
Sie war die erste Frau, die in das International Statistical Institute aufgenommen wurde (1949) und 1956 bis 1959 Präsidentin der American Statistical Association, der sie seit 1944 angehörte (ebenso wie dem Institute of Mathematical Statistics). 1945 bis 1955 war sie Herausgeber von Biometrics und 1947 war sie Gründungsmitglied der Biometrics Society, deren Ehrenmitglied sie 1964 wurde und deren Präsident sie 1968/69 war. 1954 wurde sie Ehrenmitglied der Societé Adolphe Quetelet in Brüssel. 1958 wurde sie Ehrendoktor des Iowa State College. 1975 wurde sie in die National Academy of Sciences aufgenommen und 1957 wurde sie Ehrenmitglied der Royal Statistical Society. 1970 wurde die Cox Hall der North Carolina State University nach ihr benannt.
Zu ihren Hobbys gehörten Batik und Orchideenzucht.

## Schriften
- mit William Cochran Experimental Designs, 1950, Wiley, 2. Auflage 1996